# الکساندر فوکس
الکساندر فوکس (زاده ۳۰ مه ۱۹۱۷ - درگذشته ۲۹ نوامبر ۱۹۷۸) مورخ، باستان‌شناس و پاپیروس‌شناس آلمانی الاصل بود. او با ویکتور چریکور و مناهم استرن روی نسخ پذیرفتهٔ پاپیروس‌های یهودی کار کرد. او متخصص مطالعات دوران یهودیت هلنیستی بود.